# The Death of Adam
Albums de 88-Keys
Adam's Case Files Mixtape
(2008) Green Light Means Go!
(2012)
Singles
1. Stay Up! (Viagra)
Sortie : 25 août 2008

The Death of Adam est le premier album studio de 88-Keys, sorti le 11 novembre 2008.
L'album s'est classé 24e au Top Heatseekers et 86e au Top R&B/Hip-Hop Albums.

## Liste des titres
| No  | Titre                                       | Contient un (des) sample(s) de                                                                             | Durée |
| --- | ------------------------------------------- | --- | ----- |
| 1.  | Morning Wood                                | | 4:04  |
| 2.  | Nice Guys Finish Last                       | It's Too Late to Be Nice to Her Now de Townsend, Townsend, Townsend and Rogers A Bitch Iz a Bitch de N.W.A | 2:12  |
| 3.  | The Friends Zone (featuring Shitake Monkey) | Gut Feeling/(Slap Your Mammy) de Devo                                                                      | 4:04  |
| 4.  | Handcuff 'Em                                | I Love You So, Never Gonna Let You Go de Love Unlimited                                                    | 2:54  |
| 5.  | Stay Up! (Viagra) (featuring Kanye West)    | All Night Loving d'Imagination                                                                             | 3:11  |
| 6.  | There's Pleasure in It                      | Dream Within a Dream de Spirit Shake des Ying Yang Twins featuring Pitbull                                 | 1:31  |
| 7.  | (Awww Man) Round 2?                         | Now Is the Time to Say Goodbye de Freda Payne                                                              | 2:39  |
| 8.  | Dirty Peaches (featuring J*DaVeY)           | The Note You Never Wrote des Wings                                                                         | 4:27  |
| 9.  | Close Call (featuring Phonte)               | Once in a Lifetime Thing de Gladys Knight & the Pips                                                       | 3:56  |
| 10. | The Burning Bush (featuring Redman)         | Make It Funky de James Brown You've Got My Soul on Fire des Temptations                                    | 3:49  |
| 11. | Ho' Is Short for Honey (featuring Kid Cudi) | Mrs. Vanderbilt de Paul McCartney et les Wings                                                             | 3:04  |
| 12. | No. I Said I LIKED You                      | | 1:45  |
| 13. | M.I.L.F. (featuring Bilal)                  | Mother Beautiful de Sly & the Family Stone                                                                 | 3:49  |
| 14. | Another Victim                              | Lovin' You Ain't the Same de Tony Wilson                                                                   | 2:22  |